# (11763) Deslandres
Pour les articles homonymes, voir Deslandres.
(11763) Deslandres est un astéroïde de la ceinture principale ayant une période orbitale de 1786,42 jours (4,89 ans).
Cet astéroïde a été découvert le 24 septembre 1960 par  C. J. van Houten, I. van Houten-Groeneveld et T. Gehrels. Sa désignation provisoire était 6303-P-L.